# Spodsbjerg-Tårs
Spodsbjerg-Tårs  er en færgerute, der bliver besejlet af LangelandsFærgen. Færgen sejler mellem Spodsbjerg på Langeland og Tårs på Lolland.

## Historie
Der har været færgefart mellem Spodsbjerg og Tårs i alt fald siden 1500-tallet, med en færgemand på henholdsvis Langeland og Lolland, hver med eneret på færgefart i én retning. Den 1. oktober 1869 oprettedes "Det forenede Dampskibsselskab for Langeland og Lolland", som etablerede en skibsforbindelse mellem Korsør-Spodsbjerg-Nakskov. Selskabets ejerkreds bestod for størstedelen af folk fra Langeland. I maj 1884 oprettede det konkurrerende selskab "Sydfyenske Dampskibsselskab A/S (SFDS)" ruten Spodsbjerg-Nakskov, hvilket på sigt betød døden for Dampskibsselskabet for Langeland og Lolland.
Den 1. juni 1975 ændrede man ruten til den nuværende Spodsbjerg-Tårs, hvorved man halverede sejltiden fra 90 minutter til 45 minutter. Ruten forbinder Primærrute 9.
Ud fra en Transportministerie-rapport ønsker lokale myndigheder at bygge en ny Tårs havn et par kilometer ude i Langelandsbæltet som yderligere reducerer overfartstiden.

## Ejerskab
Ruten ejes af Molslinjen, efter tidligere at være ejet af Færgen i perioden 2008 - 2018 Scandlines i perioden 1996 – 2008.

## Materiel
Der er i dag 2 færger, der besejler ruten:
- M/F Lolland
- M/F Langeland